# One Piece: Norowareta Seiken
One Piece: Lời nguyền thánh kiếm (Nhật: ONE PIECE 呪われた聖剣 Hepburn: Wan Pīsu Norowareta Seiken) là một bộ phim hoạt hình Nhật Bản 2004 của đạo diễn  Takenouchi Kazuhisa và do Suga Yoshiyuki viết kịch bản. Đây là phim chủ đề thứ 5 trong loạt phim One Piece

## Phân vai
- Tanaka Mayumi vai Monkey D. Luffy
- Nakai Kazuya vai Zoro Roronoa
- Okamura Akemi vai Nami
- Yamaguchi Kappei vai Usopp
- Hirata Hiroaki vai Sanji
- Ohtani Ikue vai Tony Tony Chopper
- Yamaguchi Yuriko vai Nico Robin
- Yuzuki Ryouka vai Maya
- Shidō Nakamura vai Saga
- Hisamoto Masami vai Izaya
- Uchi Hiroki vai Toma
- Sasaki Seiji vai Bismark
- Aono Takeshi vai Boo Kong

## Truyện phim
Shueisha đã tạo một truyện phim chuyển thể từ phim mang tên  Gekijōban One Piece: Norowareta Seiken (劇場版One Piece ―呪われた聖剣―, meaning One Piece The Movie: The Cursed Holy Sword) và phát hành hai tập truyện vào ngày 2 tháng 7 năm 2004 (ISBN 4-08-873707-5 và ISBN 4-08-873708-3).
Danh sách tập truyện tập một
1. "Asuka-tō" (アスカ島, lit. "Asuka Island")
2. "Uragiri no Zoro!?" (裏切りのゾロ!?, lit. "Zoro's Disappearance!?")
3. "Yōtō: Shichi Seiken" (妖刀・七星剣, lit. "Cursed Sword: The Seven Stars Blade")
4. "Densetsu" (伝説, lit. "Legend")

Danh sách tập truyện tập hai
1. "Sakusen Kaishi!" (作戦開始!, lit. "The Plan Begins!")
2. "Gishiki" (儀式, lit. "Ritual")
3. "Chikara no Kaihō" (力の解放, lit. "Liberation of the Power")
4. "Kenshi" (剣士, lit. "Swordsman")